# Kliny Borkowskie

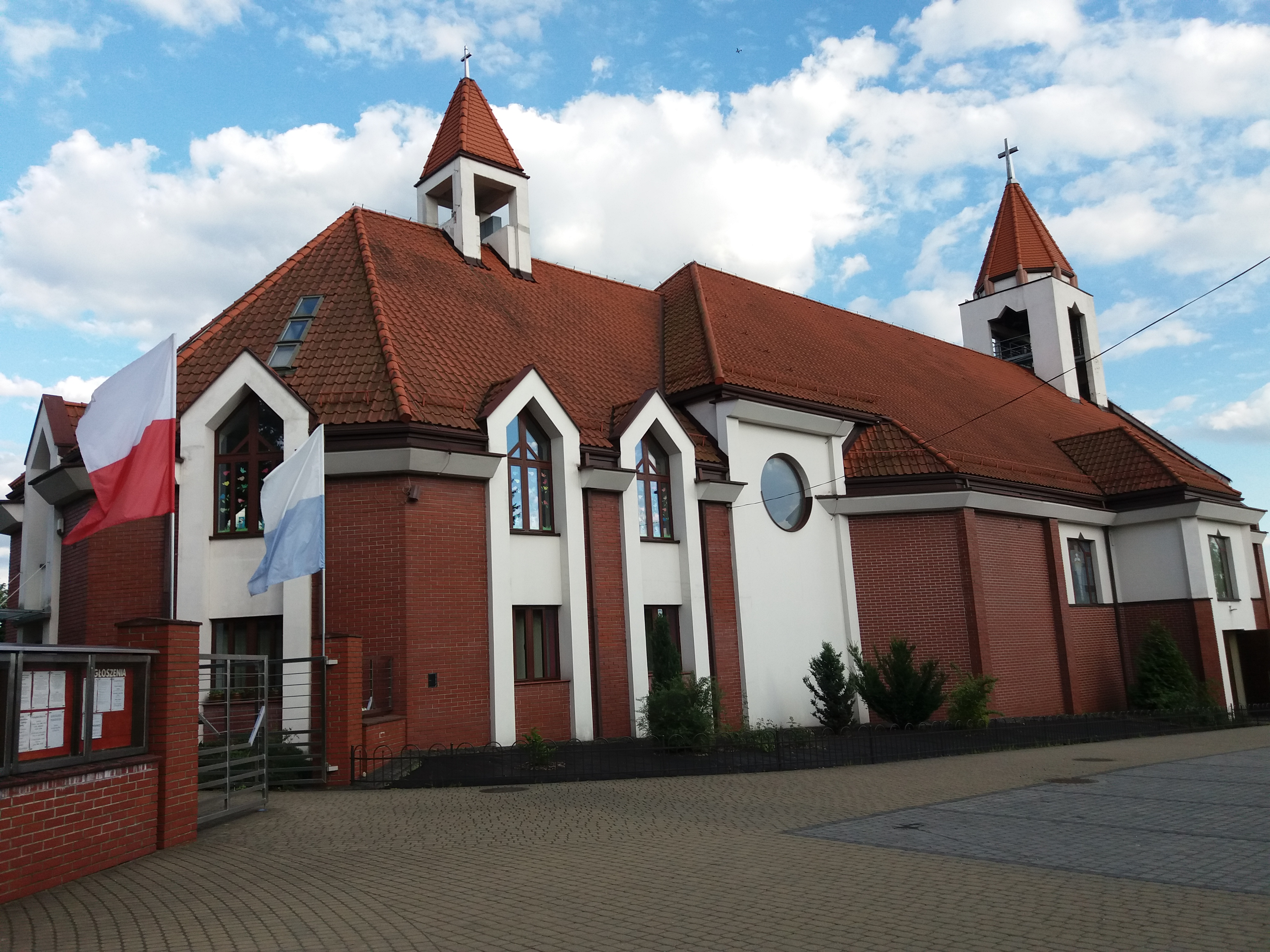
Kliny Borkowskie, kościół św. Jadwigi Królowej

Kliny Borkowskie – obszar Krakowa wchodzący w skład Dzielnicy X Swoszowice.

## Historia
Przy ul. Narvik prawie pięćdziesiąt lat mieszkał pisarz Stanisław Lem.
W 2001 roku na terenie osiedla erygowano parafię św. Jadwigi Królowej.